# La Femme gauchère (film)
Pour le roman de Peter Handke, voir La Femme gauchère.
Pour plus de détails, voir Fiche technique et Distribution.
La Femme gauchère (titre original : Die Linkshändige Frau) est un film allemand réalisé par Peter Handke et sorti en 1978.

## Synopsis
Marianne et Bruno, un couple d'Allemands, sont mariés depuis dix ans et habitent à Clamart, une banlieue résidentielle de la région parisienne. Bruno est l’efficace directeur d’une société implantée à Paris. Marianne, comme si elle avait eu une soudaine illumination et sans autre raison apparente, explique à Bruno qu’elle souhaite se séparer de lui afin d’élever seule Stefan, leur fils unique. Elle se trouve en butte à des problèmes qu’elle ignorait jusqu’alors : difficultés matérielles et de communication, puis la solitude qui s’installe avec l’indépendance dans une banlieue française qui va lui paraître de plus en plus étrange.

## Fiche technique
- Titre original : Die Linkshändige Frau
- Titre français : La Femme gauchère
- Réalisation : Peter Handke
- Scénario : Peter Handke, d’après son roman La Femme gauchère (1976)
- Dialogues : Peter Handke
- Assistants-réalisation : F. C. Maye, Peter Jungk
- Costumes : Domenica Kaesdorf
- Photographie : Robby Müller
- Cadrage : Martin Schäfer, Jacques Steyn
- Éclairages : Christian Magis, Pim Tjujerman
- Son : Uli Winkler
- Assistant-son : Yves Osmu
- Mixage son : Rainer Lorenz
- Montage : Peter Przygodda
- Assistants-montage : F. C. Maye, Barbara von Weitershausen
- Musique : Jean-Sébastien Bach
- Scripte : Eva Hiller
- Photographe de plateau : Ruth Walz
- Pays d’origine :  Allemagne de l'Ouest
- Tournage : 
  - Langue : allemand
  - Période prises de vue : 15 mars au 26 avril 1977
  - Extérieurs : Clamart (Hauts-de-Seine), Paris
- Producteurs : Wim Wenders, Joachim von Mengershausen (WDR)
- Directrice de production : Nora Petrossian
- Productrice exécutive : Renée Gundelach
- Sociétés de production : Road Movies Filmproduktion GmbH (Allemagne), Wim Wenders Produktion (Allemagne), WestDeutscher Rundfunk (Allemagne)
- Sociétés de distribution : Filmverlag der Autoren GmbH & Co, Vertriebs KG (distributeurs d’origine, Allemagne), MK2 Diffusion (France), Argos Films (France)
- Format : couleur par Eastmancolor — 35 mm — son monophonique
- Durée : 115 minutes
- Genre : drame
- Dates de sortie :  mai 1978 (compétition officielle au Festival de Cannes),  26 mai 1978
- (fr) Mentions CNC : tous publics, Art et Essai (visa d'exploitation no 49846 délivré le 16 octobre 1978)

## Distribution
- Edith Clever : Marianne, la femme
- Markus Mühleisen : Stefan, le fils
- Bruno Ganz : Bruno, le mari
- Michael Lonsdale : le serveur
- Angela Winkler : Franziska, le professeur
- Bernhard Wicki : l’éditeur
- Rüdiger Vogler : l’acteur
- Jany Holt : la femme à la réunion du café
- Gérard Depardieu : l'homme en tee-shirt
- Nicholas Novikoff : le chauffeur
- Bernhard Minetti : le père
- Philippe Caizergues : l’ami de Stefan
- Ines Des Longchamps : la femme avec l’enfant
- Simone Benmussa
- Walter Greinhart
- Mechthild Kalisky
- René Kalisky
- Erika Kralik
- Hanns Zischler

## Distinctions

### Récompenses
- Prix Georges Sadoul 1978
- Prix de cinéma allemand 1978 (Deutscher Film Preis) : meilleur montage
- Guilde allemande du film d’art 1978 (Arbeitsgemeinschaft Kino – Gilde deutscher Filmkunsttheater) : prix du meilleur film allemand à Peter Handke

### Nomination
- Festival de Cannes 1978 : sélection officielle en compétition